# V エア

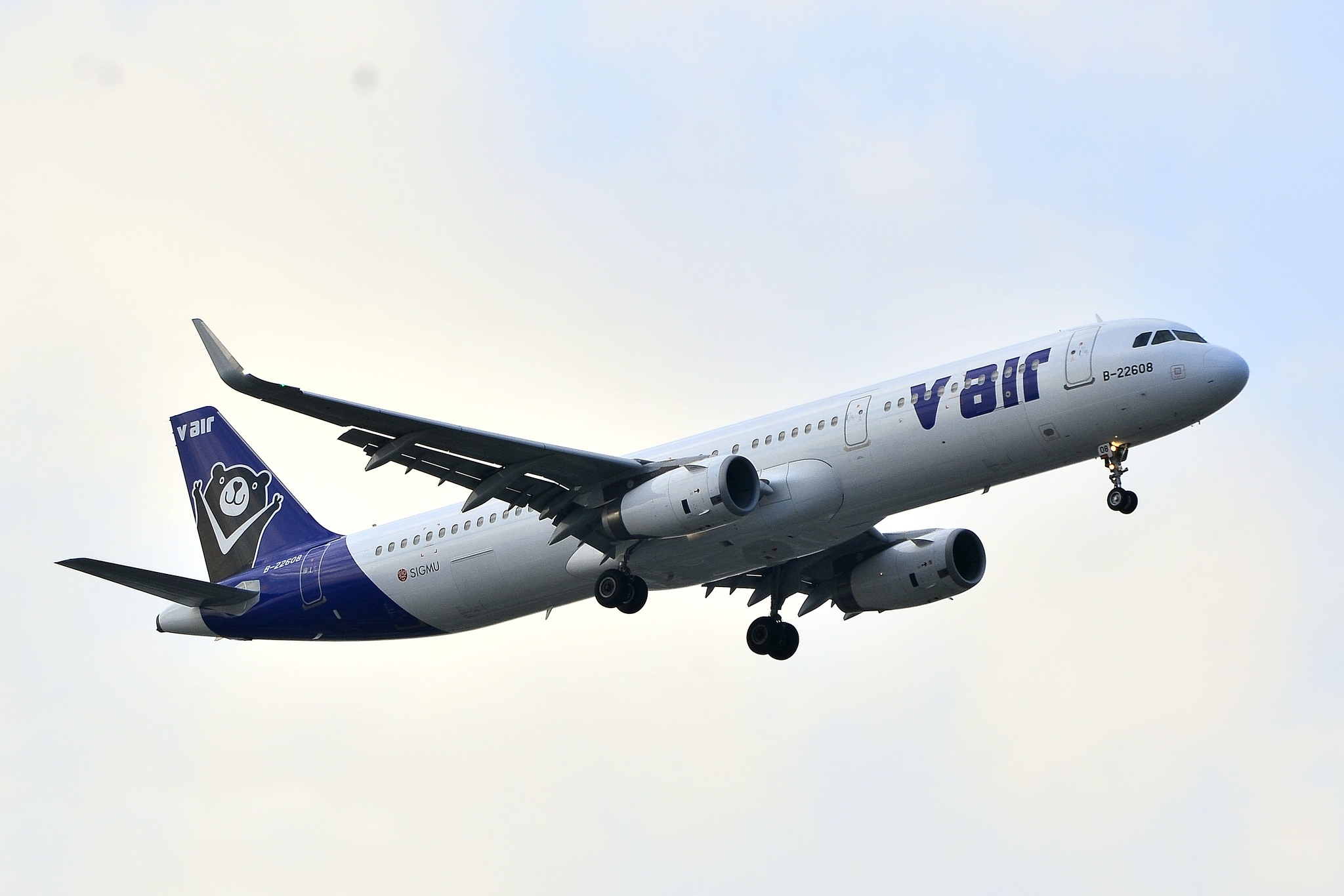
VエアのエアバスA321

V エア（中: 威航、英: V Air）とは、かつて存在した台湾の航空会社。トランスアジア航空によって設立された格安航空会社（LCC）であった。拠点空港は台湾桃園国際空港。

## 概要
2013年に「全民航空」という名称で設立された。ブランド名は公募によって決められ、「V」の由来は「Voyage （旅）」、「Vision （ビジョン）」、「Vivid （鮮やか）」、「Victory （勝利）」、「Venture（ベンチャー）」など肯定的なイメージの言葉が多く、新しい会社が市場で人気を得られる言葉だとしている。タイワンツキノワグマをロゴマークに採用した。台湾桃園国際空港を拠点に、タイ、日本、中国、韓国等の路線へ就航する計画であった。
2016年に入り経営不振が明らかとなり、8月には親会社のトランスアジア航空との合併（後に撤回し、10月1日から1年間の休業とした）、運航している路線の休・廃止が発表された。
2016年9月30日、すべての運航路線の営業を終了し、台北と関西・那覇・福岡・チェンマイの各路線は、トランスアジア航空が引き継いだ。ただし、親会社のトランスアジア航空は、2016年11月22日に解散した。

## 沿革
- 2013年
  - 11月 - 設立（Vエアとしては2014年1月20日）
- 2014年
  - 4月 - 初号機を受領 [10]
  - 12月17日 - 台北/桃園 - バンコク/ドンムアン線就航[11]（タイへ就航）
- 2015年
  - 4月10日 - 台北/桃園 - マカオ線就航[12]（中華人民共和国へ就航）
  - 8月24日 - 台北/桃園 - 釜山線就航[13]（大韓民国へ就航）
  - 9月19日 - 台北/桃園 - 茨城線のチャーター便就航[14]（日本へ就航）
  - 12月15日 - 台北/桃園 - 名古屋/中部線就航[15][16]（日本への定期便就航）
- 2016年
  - 3月27日 - 台北/桃園 - マニラ線就航[17]（フィリピンへ就航）
  - 8月9日 - 経営不振を理由に9月30日を最終運航とし、親会社のトランスアジア航空へ合併すると発表[18]。
  - 8月27日 - トランスアジア航空との合併を撤回し、10月1日から1年間の休業とすることを発表[19]。
  - 9月30日 : チェンマイ国際空港21:40発の台湾桃園国際空港行（ZV010便）をもって運航休止。
  - 11月22日 : 親会社であるトランスアジア航空が解散[9]。

## 保有機材
2016年時点
- エアバスA321-231型機 : 2機 (194席)、ウイングレット装備機
- エアバスA320-232型機 : 2機 (180席)

## 運航路線
台湾桃園国際空港を拠点に、主に北東アジア、中国大陸、東南アジア方面の路線を計画していた。当初は、初就航先は日本とする見込みであるとされていた。
タイ
- 台北/桃園 - バンコク/ドンムアン[11]（2014年12月17日 - 2016年9月30日）
- 台北/桃園 - チェンマイ[11]（2015年1月7日 - 2016年9月30日、トランスアジア航空が運航継続[8]）

中華人民共和国
- 台北/桃園 - マカオ[12]（2015年4月10日 - 2015年7月11日[22]）

大韓民国
- 台北/桃園 - 釜山[13]（2015年8月24日 - 2016年9月30日）

日本
- 台北/桃園 - 茨城[14]（当初はチャーター便、定期便は2016年3月15日[23][24] - 2016年9月18日[25]）
- 台北/桃園 - 名古屋/中部[15]（2015年12月15日 - 2016年9月30日）
- 台北/桃園 - 大阪/関西[26]（2016年1月23日 - 2016年9月30日、トランスアジア航空が運航継続[8]）
- 台北/桃園 - 福岡[26]（2016年1月15日 - 2016年9月30日、トランスアジア航空が運航継続[8]）
- 台北/桃園 - 東京/羽田[24]（2016年3月11日 - 2016年9月17日[25]）
- 台北/桃園 - 沖縄/那覇[27]（2016年7月1日 - 2016年9月30日、トランスアジア航空が運航継続[8]）

フィリピン
- 台北/桃園 - マニラ[17]（2016年3月27日 - 2016年7月14日運休[28]）

### 日本への就航状態
日本には2015年9月に台湾桃園国際空港と茨城空港を結ぶチャーター便で初就航し、12月には台湾桃園国際空港と中部国際空港を結ぶ定期便が就航した。以降、台湾桃園国際空港と日本各地を結ぶ路線の拡大を進め、2016年には関西国際空港、福岡空港、東京国際空港（羽田空港）、那覇空港の発着路線を就航した。
しかし、日本 - 台湾線は第三国の格安航空会社（LCC）も含めて複数社が乗り入れる市場となったことから供給過多となり、競争環境の激化による採算悪化・経営難となってしまい、2016年8月に同年9月での日本線の運航休止を決定することとなった。